# II liga polska w hokeju na lodzie (1975/1976)
II liga polska w hokeju na lodzie 1975/1976 – 21. sezon zmagań drugiego poziomu ligowego hokeja na lodzie w Polsce, rozegrany na przełomie 1975 i 1976 roku.

## Formuła
II liga w sezonie 1976/1977 była podzielona na dwie grupy: Północną i Południową. Wydział Gier PZHL po raz kolejny wprowadził nowe zasady formuły rozgrywkowej. W myśl wprowadzonych zmian awans do I ligi otrzymali zwycięzcy obu grup, zaś drużyny zajmujące drugie miejsca w obu grupach kwalifikowały się do turnieju eliminacyjnego z dwoma ostatnimi ekipami I ligi 1975/1976, wskutek czego liczba uczestników w nowej edycji I ligi zwiększona została z 10 do 12.
Bezpośredni awans do I ligi 1976/1977 uzyskali zwycięzcy obu grup: drużyny Stoczniowca Gdańsk i Stali Sanok. Ponadto awans do I ligi uzyskały dwie drużyny z baraży: Pomorzanin Toruń i Legia Warszawa.

## Grupa Północna
| Lp. | Zespół                     | M  | Pkt | W | R | P | G + | G - | +/-  |
| --- | -------------------------- | -- | --- | - | - | - | --- | --- | ---- |
| 1   | Stoczniowiec Gdańsk        | 28 | 52  |   |   |   | 237 | 59  | +178 |
| 2   | Pomorzanin Toruń           | 28 | 49  |   |   |   | 249 | 71  | +178 |
| 3   | Dolmel Wrocław             | 28 | 34  |   |   |   | 157 | 144 | +13  |
| 4   | Boruta Zgierz              | 28 | 27  |   |   |   | 147 | 161 | -14  |
| 5   | Stilon Gorzów Wielkopolski | 28 | 25  |   |   |   | 127 | 160 | -33  |
| 6   | Włókniarz Zgierz           | 28 | 19  |   |   |   | 106 | 159 | -53  |
| 7   | Stal Toruń                 | 28 | 13  |   |   |   | 110 | 178 | -68  |
| 8   | Znicz Pruszków             | 28 | 5   |   |   |   | 65  | 266 | -201 |

Legenda:
      = awans do I ligi
      = kwalifikacja do baraży o I ligę

## Grupa Południowa
Pierwotnie anonsowano udział 9 uczestników Grupy Południowej, informując, że w sezonie weźmie udział dwóch beniaminków: Fortuna Wyry i Podhale II Nowy Targ.

### Sezon zasadniczy
| - I dwumecz – 05-06.X.1975: - GKS Jastrzębie – Stal Sanok 4:4 (0:2, 0:1, 4:1), 3:3 (3:1, 0:1, 0:1) - Chemik Kędzierzyn-Koźle – Cracovia 3:15 (0:6, 1:4, 2:5), 3:9 (2:2, 0:3, 1:4) - Unia Oświęcim – Odra Opole - Fortuna Wyry – Polonia Bytom - II dwumecz – 11-12.X.1975: - Stal Sanok – Unia Oświęcim 5:2 (2:1, 1:1, 2:0), 4:3 (1:1, 1:0, 2:2) - Cracovia – GKS Jastrzębie 3:6 (1:2, 1:2, 1:2), 2:1 (0:0, 0:0, 2:1) - Polonia Bytom – Odra Opole - Fortuna Wyry – Chemik Kędzierzyn-Koźle 5:2, 2:12 - III dwumecz – 18-19.X.1975: - Stal Sanok – Odra Opole 6:4 (1:3, 1:1, 4:0), 6:5 (1:3, 2:1, 3:1) - Unia Oświęcim – Cracovia 5:1 (1:0, 2:1, 2:0), 7:3 (0:2, 5:0, 2:1) - Chemik Kędzierzyn-Koźle – Polonia Bytom - GKS Jastrzębie – Fortuna Wyry - IV dwumecz – 25-27.X.1975: - Polonia Bytom – Stal Sanok 1:12 (0:2, 0:1, 4:1), 1:4 (3:1, 0:1, 0:1) - Fortuna Wyry – Unia Oświęcim 0:30, 0:14 - Chemik Kędzierzyn-Koźle – GKS Jastrzębie 3:6, drugi mecz nie odbył się - Cracovia – Odra Opole 6:3 (2:1, 2:1, 2:1), 2:2 (0:2, 2:0, 0:0) - V dwumecz – 08-09.XI.1975: - Stal Sanok – Cracovia 7:5 (2:3, 1:1, 4:1), 6:6 (1:2, 3:0, 2:4) - Odra Opole – Fortuna Wyry 10:0, 16:2 - Unia Oświęcim – Chemik Kędzierzyn-Koźle 14:2, 18:3 - GKS Jastrzębie – Polonia Bytom 5:4, 5:1 - VI dwumecz – 15-16.XI.1975: - Fortuna Wyry – Stal Sanok 2:13 (0:5, 2:4, 0:4), 1:8 (1:0, 0:3, 0:5) - Chemik Kędzierzyn-Koźle – Odra Opole 4:5, 3:10 - Polonia Bytom – Cracovia 4:1 (2:1, 1:0, 1:0), 3:3 (1:1, 2:1, 0:1) - GKS Jastrzębie – Unia Oświęcim 2:6, 4:4 - VII dwumecz – 22-23.XI.1975: - Stal Sanok – Chemik Kędzierzyn-Koźle 7:1 (2:0, 1:1, 4:0), 15:2 (4:1, 6:1, 5:0) - Odra Opole – GKS Jastrzębie 6:3, 3:2 - Cracovia – Fortuna Wyry 18:3 (7:1, 6:0, 5:2), 18:2 (2:0, 10:1, 6:1) - Unia Oświęcim – Polonia Bytom 4:3, 7:1 |  | - I dwumecz – 10-11.I.1976: - Stal Sanok – GKS Jastrzębie 3:0 (1:0, 2:0, 0:0), 5:3 (3:1, 2:0, 0:2) - Cracovia – Chemik Kędzierzyn-Koźle 11:3 (1:0, 3:1, 7:2), 20:2 (4:2, 9:0, 7:0) - Odra Opole – Unia Oświęcim 4:3, 3:1 - Polonia Bytom – Fortuna Wyry 9:1, 9:3 - II dwumecz – 17-18.I.1976: - Unia Oświęcim – Stal Sanok 5:2 (0:0; 1:2, 4:0), 6:2 (2:1, 1:1, 3:0) - GKS Jastrzębie – Cracovia 4:3 (1:1, 2:2, 1:0), 5:6 (2:2, 1:3, 2:1) - Odra Opole – Polonia Bytom 0:3, 5:3 - Chemik Kędzierzyn-Koźle – Fortuna Wyry 8:6, 6:2 - III dwumecz – 07-08.II.1976: - Odra Opole – Stal Sanok 0:5 (0:1, 0:2, 0:2), 3:6 (0:3, 3:0, 0:3) - Cracovia – Unia Oświęcim 10:4 (1:0, 2:1, 2:0), 11:1 (0:2, 5:0, 2:1) - Polonia Bytom – Chemik Kędzierzyn-Koźle 7:0, 9:4 - Fortuna Wyry – GKS Jastrzębie 1:13, 2:17 - IV dwumecz – 14-15.II.1976: - Stal Sanok – Polonia Bytom 6:5 (4:3, 2:1, 0:1), 6:2 (3:0, 3:2, 0:0) - Unia Oświęcim – Fortuna Wyry 19:2, 21:1 - GKS Jastrzębie – Chemik Kędzierzyn-Koźle 14:2, 5:0 - Odra Opole – Cracovia 4:3 (2:0, 2:1, 0:2), 3:4 (1:1, 0:2, 2:1) - V dwumecz – 21-22.II.1976: - Cracovia – Stal Sanok 8:1 (1:0, 1:1, 6:0), 7:5 (1:0, 5:5, 1:0) - Fortuna Wyry – Odra Opole 0:8, 3:17 - Chemik Kędzierzyn-Koźle – Unia Oświęcim 3:9, 3:7 - Polonia Bytom – GKS Jastrzębie 2:3, 3:1 - VI dwumecz – 28-29.II.1976: - Stal Sanok – Fortuna Wyry 10:0 (1:0, 3:0, 6:0), 16:1 (4:0, 9:0, 3:1) - Odra Opole – Chemik Kędzierzyn-Koźle 3:1, 5:0 - Cracovia – Polonia Bytom 4:2 (2:0, 0:2, 2:0), 4:2 (2:1, 1:0; 1:1) - Unia Oświęcim – GKS Jastrzębie 5:2, 6:5 - VII dwumecz – 06-07.III.1976: - Chemik Kędzierzyn-Koźle – Stal Sanok 1:5 (0:3, 0:1, 1:1), 3:10 (0:2, 1:6, 2:2) - GKS Jastrzębie – Odra Opole 5:4, 9:1 - Fortuna Wyry – Cracovia 0:25, 3:22 - Polonia Bytom – Unia Oświęcim 5:2, 3:10 |

### Tabela
| Lp. | Zespół                  | M  | Pkt | W  | R | P | G + | G - | +/-  |
| --- | ----------------------- | -- | --- | -- | - | - | --- | --- | ---- |
| 1   | Stal Sanok              | 28 | 45  | 21 | 3 | 4 | 182 | 84  | +98  |
| 2   | Unia Oświęcim           | 28 | 41  | 20 | 1 | 7 | 223 | 87  | +136 |
| 3   | Cracovia                | 28 | 39  | 18 | 3 | 7 | 230 | 91  | +139 |
| 4   | GKS Jastrzębie          | 28 | 32  |    |   |   | 151 | 90  | +61  |
| 5   | Polonia Bytom           | 28 | 30  |    |   |   | 146 | 94  | +52  |
| 6   | Odra Opole              | 28 | 28  |    |   |   | 129 | 101 | -28  |
| 7   | Chemik Kędzierzyn-Koźle | 28 | 7   |    |   |   | 81  | 245 | -164 |
| 8   | Fortuna Wyry            | 28 | 2   |    |   |   | 46  | 392 | -346 |

Legenda:
      = awans do I ligi
      = kwalifikacja do baraży o I ligę

### Skład triumfatorów
Skład Stali Sanok w sezonie 1975/1976: 
- zawodnicy: Jan Paszkiewicz (26 lat), Stanisław Zapała (26, kapitan), Mieczysław Ćwikła (25), Kazimierz Szostak (20), Tomasz Zieliński (18), Zenon Borowik (22), Stanisław Vogel (21), Franciszek Rekucki (21), Kazimierz Iskrzycki (24), Tadeusz Garb (27), Kazimierz Mrugała (25), Franciszek Pajerski (27), Czesław Radwański (19), Adam Wilusz (21), Zbigniew Buczek (24), Jan Mrugała (26), Wojciech Mrugała (25), Jan Łakos (28), Andrzej Bielec (19).
- trener: Tadeusz Bujar.
- kierownik sekcji: Henryk Gralka; kierownik drużyny: Józef Kornecki.

Królem strzelców i najskuteczniejszych zawodnikiem Stali był Jan Paszkiewicz (73 punkty za 58 goli i 15 asyst), drugi był Tadeusz Garb (również uzyskał 73 punkty za 23 gole i 50 asyst).

## Eliminacje do I ligi
W barażach o miejsce w I lidze 1976/1977 na kolejny sezony zagrały dwie ostatnie drużyny I ligi 1975/1976, Legia Warszawa i KTH Krynica, z zespołami, które zajęły drugie miejsce w Grupie Północnej i Południowej II ligi, Pomorzaninem Toruń i Unią Oświęcim:
- 14.III.1976[54][55]:
  - Unia Oświęcim – Legia Warszawa 4:7 (2-2,1-4,1-1)
  - Pomorzanin Toruń – KTH Krynica 7:2 (0-1,6-0,1-1)
- 17.III.1976[56]:
  - KTH Krynica – Legia Warszawa 6:7 (2:3, 3:2, 1:2)
  - Unia Oświęcim – Pomorzanin Toruń 2:5 (1:3, 1:1, 0:1)

- 22.III.1976
  - Unia Oświęcim - KTH Krynica 6-6 (3-3,1-2,2-1)
  - Legia Warszawa - Pomorzanin Toruń 3-5 (0-2,1-1,2-2)
- 25.III.1976
  - Legia Warszawa - Unia Oświęcim 7-2 (5-1,1-1,1-0)
  - KTH Krynica - Pomorzanin Toruń 2-1 (1-1,0-0,1-0)
- 28.III.1976[57][58]:
  - Pomorzanin Toruń – Unia Oświęcim 4:2 (0-0,3-0,1-2)
  - Legia Warszawa – KTH Krynica 5:3 (3-2,1-1,1-0)
- 04.IV.1976[59]:
  - Pomorzanin Toruń – Legia Warszawa 3:6 (1:4, 1:0, 1:2)
  - KTH Krynica – Unia Oświęcim 11:5 (2:0, 7:0, 2:5)

Tabela
| Msc. | Zespół           | M | Pkt | W | R | P | G + | G - | +/- |
| ---- | ---------------- | - | --- | - | - | - | --- | --- | --- |
| 1    | Legia Warszawa   | 6 | 12  | 6 | 0 | 0 | 35  | 23  | +12 |
| 2    | Pomorzanin Toruń | 6 | 8   | 4 | 0 | 2 | 25  | 17  | +8  |
| 3    | KTH Krynica      | 6 | 5   | 2 | 1 | 3 | 30  | 31  | -1  |
| 4    | Unia Oświęcim    | 6 | 1   | 0 | 1 | 0 | 21  | 40  | -19 |

- = awans do I ligi 1976/1977
- = relegacja do II ligi 1976/1977